# Вакульський Олександр Васильович
Олександр Васильович Вакульський (28 серпня 1922 — 31 липня 1990) — майор Радянської Армії, учасник Другої світової війни, Герой Радянського Союзу (1945).

## Біографія
Олександр Вакульський народився 28 серпня 1922 рокув селі Калтиманово (нині — Іглінського району Башкортостану). Закінчив дев'ять класів школи, працював токарем на Уфимському моторобудівному заводі, одночасно навчався в Уфимському аероклубі. У квітні 1941 року Вакульський призваний на службу в Робітничо-селянську Червону Армію Уфимським міським військовим комісаріатом. Закінчив військову авіаційну школу пілотів у Тамбові. З червня 1943 року — на фронтах Другої світової війни. До квітня 1945 року капітан Олександр Вакульський командував ескадрильєю 949-го штурмового авіаполку 211-ї штурмової авіадивізії 3-ї повітряної армії 3-го Білоруського фронту.
До квітня 1945 року Вакульський здійснив 95 бойових вильотів, з них 77 — водив групи з 2-15 літаків на розвідку і штурмовку скупчень техніки і живої сили противника. На своєму штурмовику особисто знищив близько 280 ворожих солдатів і офіцерів, 55 автомашин, 16 возів, 9 гармат, 5 танків, 12 батарей зенітної артилерії, 5 мінометних батарей, 2 склади з боєприпасами і 3 — з пальним, 7 залізничних ешелонів, 3 цистерни з паливом. Брав участь у 17 повітряних боях, в ході яких його стрілець збив 1 німецький літак. Тільки з 19 березня по квітень ескадрилья Вакульського здійснила 97 бойових вильотів, не зазнаючи при цьому втрат.
Указом Президії Верховної Ради СРСР від 29 червня 1945 року капітан Олександр Вакульский удостоєний високого звання Героя Радянського Союзу з врученням ордена Леніна і медалі «Золота Зірка» за номером 7469.
У 1946 році в званні майора Вакульський звільнений у запас. Закінчив школу вищої льотної підготовки, після чого працював у цивільному повітряному флоті. Проживав в місті Ізмаїл Одеської області, помер 31 липня 1990 року.
Також нагороджений трьома орденами Червоного Прапора, двома орденами Вітчизняної війни 1-го ступеня і одним — 2-го ступеня, а також низкою медалей.